# Ted Lewis (Boxer)

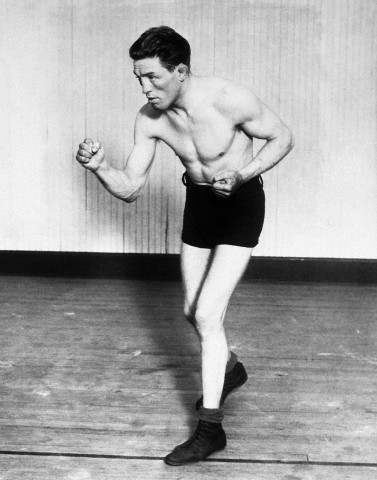
Ted Lewis (ca. 1920)

Ted „Kid“ Lewis (* 28. Oktober 1894 in London; † 20. Oktober 1970 ebenda; gebürtig Gershon Mendeloff) war ein englischer Boxer.
Lewis gab 1909 sein Profidebüt und boxte bis 1914 nahezu ausschließlich in London. Nach dem Gewinn der englischen Meisterschaft mit 18 Jahren und der Europameisterschaft mit 19 jeweils im Federgewicht zog es ihn 1914 nach Australien und in die USA.
Hier boxte er in höheren Klassen, Leicht- und Weltergewicht und traf erstmals auf seinen langjährigen Rivalen Jack Britton, gegen den er im Laufe seiner Karriere nicht weniger als zwanzigmal antreten sollte. So gewann er 1915 auch gegen ihn den Weltergewichtsweltmeistertitel.
Er besiegte unter anderem 1918 den Leichtgewichtsstar Benny Leonard, gewann und verlor den WM-Titel mehrfach. 1919 musste er den Titel endgültig abgeben, ein Versuch den Mittelgewichts-Weltmeistertitel zu gewinnen scheiterte. Anschließend kehrte er nach England zurück, um sich 1920 den Europameisterschaftstitel im Mittelgewicht zu sichern.
Im Februar 1921 kämpfte er zum letzten Mal gegen Britton um die Weltergewichtsweltmeisterschaft, unterlag jedoch nach Punkten. 1922 scheiterte er in einem Kampf um die Halbschwergewichtweltmeistertitel an Georges Carpentier durch K. o. in der ersten Runde. Zwei Jahre später verlor er dann auch seinen EM-Titel im Weltergewicht und beendete schließlich 1929 seine Karriere. 1925 hatte er eine kleine Nebenrolle in dem Stummfilm Sir Mortons Leidenschaft von Maurice Tourneur.
Lewis gilt als erster bekannter Boxer, der im Ring einen Mundschutz verwendete.
Er arbeitete nach seiner Karriere zeitweilig für den Politiker Oswald Mosley, bis er sich von ihm wegen dessen antisemitischen Ansichten distanzierte. Lewis selbst ist jüdischer Herkunft.